# 新村乡 (宁南县)
新村乡，是中华人民共和国四川省凉山彝族自治州宁南县曾经下辖的一个乡。2019年12月，撤销新村乡，其所属行政区域划归松新镇管辖。

## 行政区划
新村乡撤销前下辖以下地区：
碧窝村、田湾村、新竹村和盐巴坪村。